# 王营乡
王营乡，是中华人民共和国河北省承德市丰宁满族自治县下辖的一个乡镇级行政单位。

## 行政区划
王营乡下辖以下地区：
王营村、范营村、门营村、辛营村、金营村、安营村、胡营村和胡里沟村。